# Arthur Rooney
Pour les articles homonymes, voir Rooney.
Arthur Joseph Rooney Sr. (né le 27 janvier 1901 - décédé le 25 août 1988) est le fondateur des Steelers de Pittsburgh de la National Football League. Il était surnommé par les joueurs et dirigeants des Steelers « The Chief ».

## Biographie
Né dans la ville de Pittsburgh en Pennsylvanie, il rejoint l'université Duquesne. Par la suite, il participe à une course hippique, Saratoga Race Course, et remporte près de 2 500 dollars. Il va se servir de cet argent pour fonder en 1933 une franchise de football américain dans sa ville natale,. L'équipe est créée sous le nom des Pirates, en hommage à l'équipe locale de baseball.
Il fait parler de lui en 1938 en faisant signer le plus gros contrat de l'époque à Byron White pour 15 800$. White ne jouera finalement qu'une saison avec les Steelers avant de signer pour les Lions de Détroit pour trois saisons. (Après sa carrière sportive, il deviendra juge de la Cour suprême des États-Unis.)
En 1940, l'équipe change de nom et prend le nom actuel des Steelers. Ce nom provient du mot anglais steel signifiant acier en français, qui rappelle le passé industriel de la ville du début du XIXe siècle : Pittsburgh connait alors un important essor grâce à la proximité de mines de charbon et à son emplacement privilégié comme carrefour commercial. Sa production d’acier florissante pendant de nombreuses années lui vaut le surnom de « Ville de l’acier ».
Ce changement de nom intervient dans un contexte particulier : Alexis Thompson (en) approche le propriétaire des Eagles de Philadelphie, Bert Bell, pour acheter sa franchise et la déplacer dans la ville de Boston. Bell monte alors un marché avec Rooney dans lequel ce dernier vend sa franchise pour 160 000$ et achète ensuite 50 % des parts de Bell pour devenir copropriétaire des Eagles pour 80 000$. Le marché implique également le transfert de onze joueurs des Steelers aux Eagles en retour de huit joueurs. L'idée de Ronney et de Bell est alors d'avoir une franchise évoluant à la fois à Pittsburgh et à Philadelphie. L'accord est conclu mais finalement la franchise de Pittsburgh, avec sa nouvelle appellation d’Iron Men (« Hommes de fer » en français), n'est pas autorisée par les dirigeants de la NFL à rejoindre Boston et l'idée de deux villes pour une même franchise connaît le même sort. Dans le même temps, Rooney s'en veut d'avoir quitté Pittsburgh et finalement, un accord est trouvé pour que la franchise de Rooney et de Bell continue de jouer à Pittsburgh et celle de Thompson à Philadelphie.

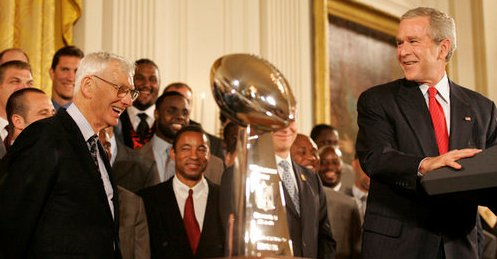
Dan Rooney, fils d'Arthur, avec les Steelers à la Maison-Blanche en juin 2006, après leur victoire au Super Bowl XL.

L'équipe prend alors le nom de Steelers et étant donné qu'aucune partie n'a été joué par une des deux franchises durant cette période floue, la NFL considère qu'il n'y a pas réellement eu d'échange de franchises.
En 1974, lorsque son équipe remporte pour la première fois le Super Bowl, la neuvième édition, les joueurs vont offrir à Rooney la balle du match en signe de respect pour tout ce qu'il a fait pour la franchise. Il décide alors de prendre du recul et de confier la gestion des opérations au jour le jour à son fils Dan (en). Il reste au sein de l'équipe en tant que chairman jusqu'à sa mort en 1988 dans sa ville natale.
En mémoire de Rooney, les joueurs portent un Badge tout au long de la saison NFL 1988. Cette année-là est une des pires de l'existence de l'équipe, et la pire depuis la saison 1969, avec cinq victoires et onze défaites.

## Leg et honneurs
En 1964, Rooney est admis au temple de la renommée interne de l'équipe et cinq ans plus tard, il est admis au temple de la renommée de la NFL, le Pro Football Hall of Fame. En 1998, l'université de ses débuts renomme son stade Arthur J. Rooney Athletic Field (en).
Tout au long de sa carrière à la tête des Steelers, Rooney s'est toujours efforcé de choisir au moins un joueur de l'université de Pittsburgh ou de Duquesne lors des différentes draft, ceci afin de favoriser le développement du football américain dans la ville.